# Stazione di Bari Torre Quetta
Stazione di Bari Torre a Mare vasúti megállóhely Olaszországban, Bari településen.

## Vasútvonalak
Az állomást az alábbi vasútvonalak érintik:
- Ancona–Lecce-vasútvonal

## Kapcsolódó állomások
A vasútállomáshoz az alábbi állomások vannak a legközelebb:
- Stazione di Bari Parco Sud
- stazione di Bari Trullo